# 德讷耶莱米讷
德讷耶莱米讷（法語：Deneuille-les-Mines，法語發音：[dənœj le min]）是法国阿列省的一个市镇，属于蒙吕松区。

## 地理
德讷耶莱米讷（46°22'43"N, 2°46'56"E）面积24.88 平方千米，位于法国奥弗涅-罗讷-阿尔卑斯大区阿列省，该省份为法国中部省份，北起涅夫勒省、西北接谢尔省，西南至克勒兹省，南至多姆山省，东南临卢瓦尔省，东临索恩-卢瓦尔省。
与德讷耶莱米讷接壤的市镇（或旧市镇、城区）包括：比兹讷耶、杜瓦耶、圣昂热勒、索瓦尼、阿列自由城。

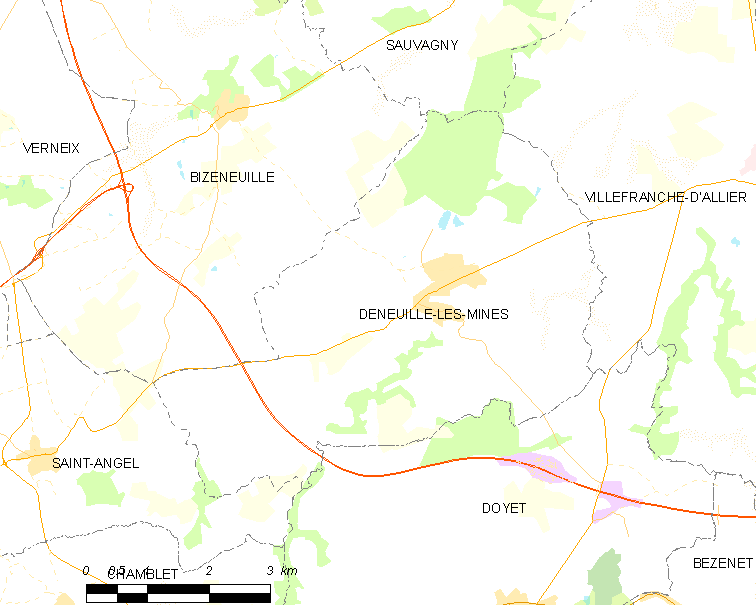
德讷耶莱米讷的OSM定位图

德讷耶莱米讷的时区为UTC+01:00、UTC+02:00（夏令时）。

## 行政
德讷耶莱米讷的邮政编码为03170，INSEE市镇编码为03097。

## 政治
德讷耶莱米讷所属的省级选区为科芒特里县。

## 人口

1962-2008年间德讷耶莱米讷人口变化图示

德讷耶莱米讷于2022年1月1日时的人口数量为352人。